# Chiaia
Chiaia (Talijanski izgovor: [ˈkjaːja], Napolitanski izgovor: [ˈkjɑːjə]) je bogata četvrt na obali u Napulju (Italija), omeđena trgom Vittoria na istoku i Mergellinom na zapadu. Chiaia je jedan od najbogatijih okruga u Napulju, a mnoge luksuzne marke imaju trgovine u njegovoj glavnoj ulici. Također je dom poslovne škole i medicinske škole, kao i drugih javnih škola.
Istaknuta znamenitost u Chiaiji je veliki javni park poznat kao Villa Comunale. Prvobitno je razvijen u kasnom 16. i ranom 17. stoljeću kada su španjolski vladari Napulja otvorili grad zapadno od njegovih povijesnih granica.
Renesansna pjesnikinja Laura Terracina rođena je i odrasla u Chiaiji.

## Zgrade i objekti u susjedstvu
- Castel dell'Ovo
- Fontana del Sebeto
- Palazzo Ravaschieri di Satriano
- Santi Giovanni e Teresa
- Pasquale a Chiaia
- Sant'Orsola a Chiaia
- Santa Caterina a Chiaia
- Santa Maria Apparente
- Santa Maria del Parto a Mergellina
- Santa Maria della Neve u San Giuseppeu
- Santa Maria della Vittoria
- Santa Maria di Piedigrotta
- Santa Maria in Portico
- Santa Teresa a Chiaia
- Vila Pignatelli